# 桐生工業

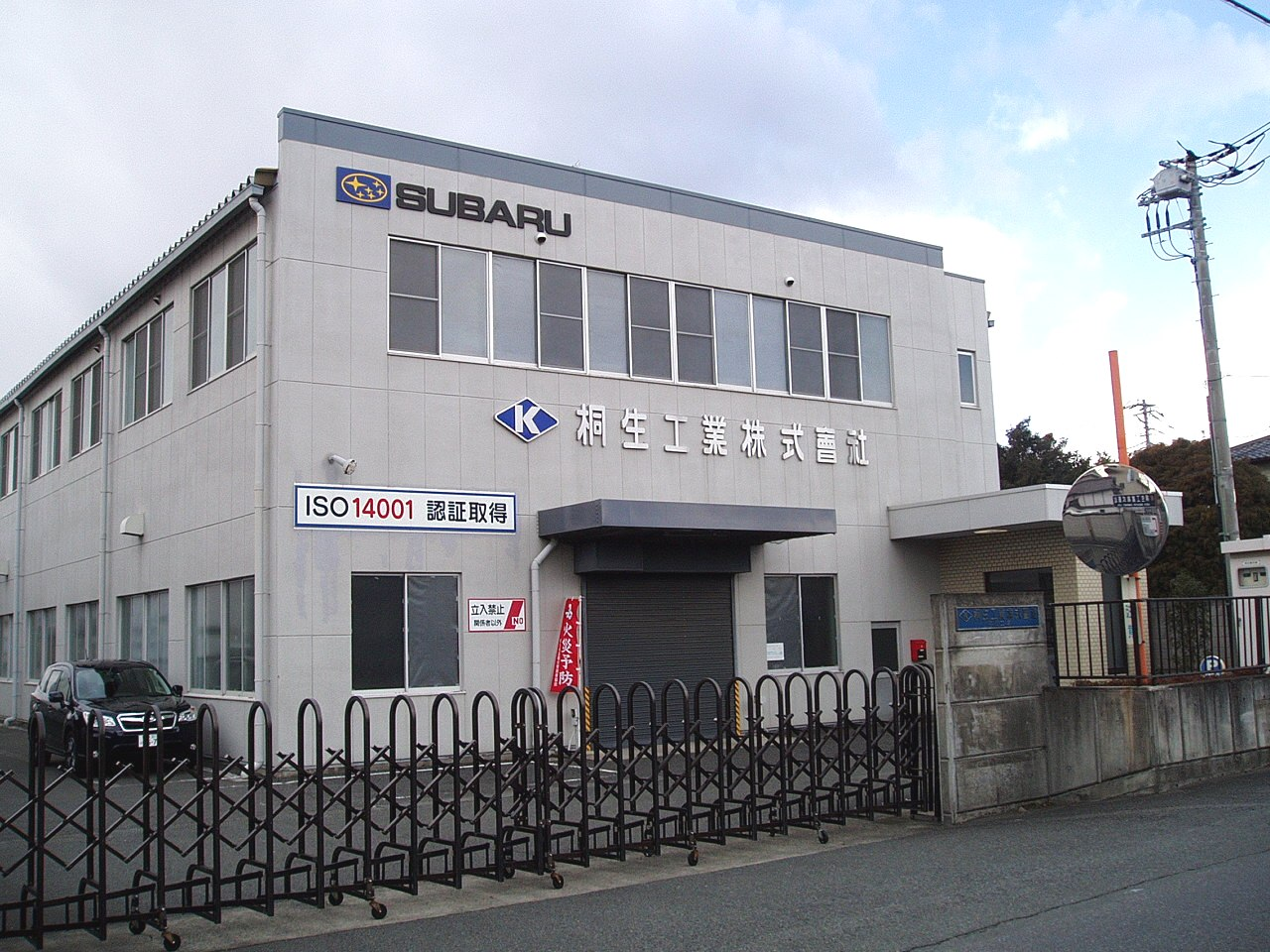
本社工場事務所

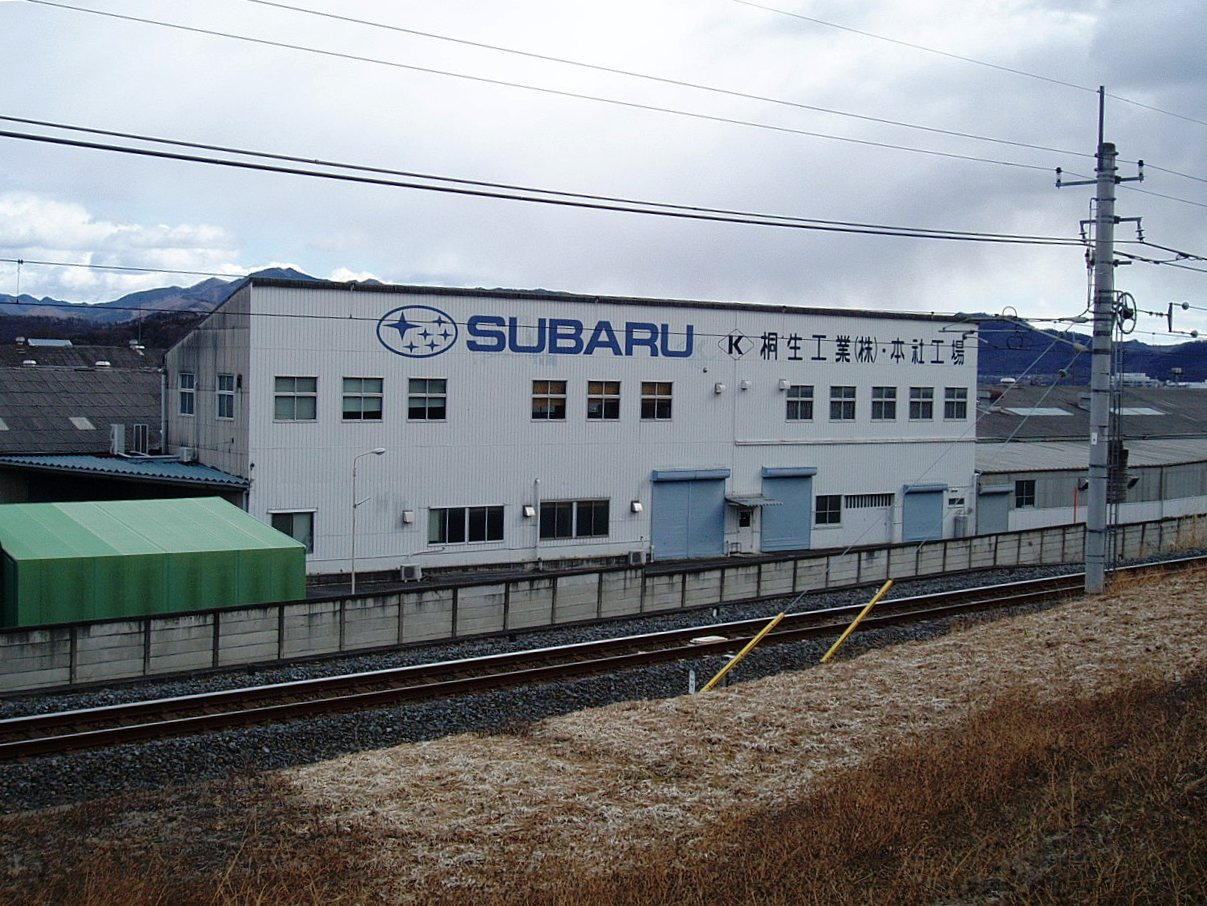
本社工場（生産部）

桐生工業株式会社（きりゅうこうぎょう）は、群馬県桐生市に本社を置くSUBARU（旧・富士重工業）の関連企業である。

## 概要
- 創立:1960年12月23日
- 主な事業:スバル車における特殊車両の製造事業・スバル車のエンジン・ミッション再生品・鈑金補修用部品の製造等
- 代表取締役社長:中野 幸夫
- 工場:桐生市内に本社工場、伊勢崎市内に鈑金部品・バス補用品等を製造する伊勢崎工場を構える。
  - 伊勢崎工場は、もとは旧富士重工伊勢崎製作所を引き継いだスバルカスタマイズ工房だった（2011年4月1日付で当社と合併）。

### 一貫生産時代
- かつては軽トラックのサンバーの一貫生産体制を敷いていた時期があった。全盛期には月1万台を超えるペースで生産し、1994年（平成6年）7月をもって受託生産は終了となった。

## 製品
特装車
- 福祉車両
- 消防指揮車、消防広報車
- 道路維持作業車
- ドクターカー
- 防犯パトロールカー

エンジン
トランスミッション
その他
板金補修、補修部品、再生品

### 生産終了品目
軽自動車
- サンバー
- 電気自動車

特装車
- 教習車（ベースはインプレッサスポーツ、およびインプレッサG4）

ドライビングシミュレーター
バス用補修品